# 無孔亞綱
無孔亞綱（Anapsida）属于羊膜動物，頭骨上没有颞颥孔。牠們是羊膜动物中最原始的一群，出现于石炭纪晚期。由于龜鱉目演化自雙孔亞綱，所以無孔亞綱全部灭绝，其中的米勒古蜥科、夜守龍科、鋸齒龍科，都在二疊紀-三疊紀滅絕事件中絕種，只有前稜蜥科仍存活到三疊紀。 
無孔亞綱是種傳統上的用法，有學者提出這些無孔類動物的彼此關係很遠，所以應該被分為幾個演化支：出現在晚石炭紀的原始爬行動物（大鼻龍目）、生存在二疊紀的多樣性無孔類爬行動物（前稜蜥形目）、以及現存的龜鱉目（海龜、陸龜、水龜）。
最早的龜鱉目化石來自晚三疊紀中國的半甲齒龜（Odontochelys semitestacea），已經很類似現代烏龜。近年有科學家提出，龜鱉目的無孔類形態頭顱骨，是種演化逆行現象。這個理論認為龜鱉目演化自雙孔類爬行動物，在演化過程中失去兩個颞颥孔，這理論還已经被普遍的接受。近期的一些種系發生學研究，根據形態學而將龜鳖目歸類於雙孔亞綱。一些研究人員將龜鱉目列為主龍類的姊妹分類單元，其中多數研究人員是將龜鱉目歸類於鱗龍形下綱。
大部分分子系統發生學的研究結果，都支持龜鱉目屬於雙孔亞綱的分類法。某些研究將龜鱉目歸類於主龍類，大部分研究則是將龜鱉目列為主龍類的姊妹分類單元。另有一個分子系統發生學研究，將龜鱉目歸類於雙孔亞綱的鱗龍形下綱，是鱗龍類（蜥蜴、蛇、喙頭蜥）的近親。他們認為龜鱉目原先被歸類於無孔亞綱的原因，是因為原本研究是將龜鱉目作為無孔亞綱的研究主體、參照點，而且原本研究並沒有廣泛地研究遠古無孔類的化石、現存龜鱉目的骨頭，以建立演化樹。有研究認為，龜鱉目是在2億7900萬到2億年前演化自雙孔類爬行動物。。

## 外部連結
- 化石網-古爬行動物博物館[]
- Introduction to Anapsida （页面存档备份，存于） from UCMP